# Niedersächsisches Forschungszentrum für Luftfahrt
Das Niedersächsische Forschungszentrum für Luftfahrt (NFL) wurde am 5. November 2009 als Campus Forschungsflughafen von der Technischen Universität Braunschweig und dem Deutschen Zentrum für Luft- und Raumfahrt (DLR) gegründet. Im Jahr 2012 folgt die Einweihung eines Forschungsneubaus. Heute sind die luft- und raumfahrttechnischen Institute der Leibniz Universität Hannover, der Fraunhofer-Gesellschaft sowie der Physikalisch-Technischen Bundesanstalt ebenfalls am NFL beteiligt.
Gemeinsam mit dem Luftfahrt-Bundesamt (LBA) und der Bundesstelle für Flugunfalluntersuchung (BFU) sowie weiteren Kooperationspartnern und Unternehmen aus der Luft- und Raumfahrttechnik bildet das NFL den Forschungsflughafen Braunschweig.

## Forschung
Das Forschungszentrum hat es sich zur Aufgabe gemacht, koordinierte und strategisch bedeutsame Forschungsvorhaben der Luft- und Raumfahrttechnik am Forschungsflughafen Braunschweig im Bereich der Grundlagenforschung für effizientes, umweltverträgliches und sicheres Fliegen zu fördern.

## Infrastruktur
Die Forschungsinfrastruktur des NFL besteht aus einem Forschungsflughafen und Forschungsflugzeugen sowie Großforschungseinrichtungen, wie Simulatoren, Windkanälen und Prüfständen.

## Wissens- und Technologietransfer
Gemeinsam mit seinen Mitglieds- und Partnerinstitutionen sowie dem Braunschweiger Bezirksverein des Vereins Deutscher Ingenieure (VDI) veranstaltet das NFL die Vortragsreihe Luftfahrt der Zukunft. Ferner veröffentlicht das NFL Forschungsberichte aus der Luft- und Raumfahrt und beteiligt sich mit Positionspapieren am öffentlichen Diskurs, beispielsweise zur klimaverträglichen Luftfahrt.

## Preise
Im Rahmen des jährlichen NFL-Forschungstages verleiht das NFL den Hermann-Blenk-Forscherpreis und den Karl-Doetsch-Nachwuchspreis. Zudem wird in diesem Rahmen der VDI Luft- und Raumfahrtpreis des VDI-Bezirksvereins Braunschweig verliehen.